# رقاقس
الرقاقس أو زهرة الترمس (الاسم العلمي: Androsace) هو جنس من النباتات يتبع فصيلة الربيعية من رتبة الخلنجيات.

## أنواع الرقاقس
- رقاقس ألبي
- رقاقس أملد
- رقاقس خيطي الشكل
- رقاقس شمالي
- رقاقس غربي
- رقاقس لبني
- رقاقس وبري
- رقاقس إبطي
- رقاقس إكليلي
- رقاقس إيداهو
- رقاقس أرمني
- رقاقس أزغب
- رقاقس أسطواني
- رقاقس أصغر
- رقاقس أكبر
- رقاقس ألاسكي
- رقاقس أمريكي
- رقاقس أوخوتسكي
- رقاقس آلاياوي
- رقاقس آموري
- رقاقس بديع
- رقاقس برانسي
- رقاقس بيضاوي الأوراق
- رقاقس تونكيني
- رقاقس تيبتي
- رقاقس ثلاثي القنابات
- رقاقس ثلجي
- رقاقس ثنائي التسنن
- رقاقس جاكمونتي
- رقاقس جبلي
- رقاقس حريري
- رقاقس خلاني
- رقاقس خيمي
- رقاقس دولافي
- رقاقس رخو
- رقاقس رفيع الأوراق
- رقاقس رمادي
- رقاقس روكي
- رقاقس ساقط
- رقاقس سويسري
- رقاقس شبه صوفي
- رقاقس صلب
- رقاقس صوفي
- رقاقس ضئيل
- رقاقس طويل الأوراق
- رقاقس عالي
- رقاقس عشبي الأوراق
- رقاقس غورودكوي
- رقاقس قائم
- رقاقس قصير
- رقاقس قلبي الأوراق
- رقاقس كامل
- رقاقس لاطئ الأزهار
- رقاقس ليماني
- رقاقس متجانس
- رقاقس متطاول
- رقاقس متنوع الأوراق
- رقاقس متهدل
- رقاقس متوسط
- رقاقس مستدير الأوراق
- رقاقس مصفر
- رقاقس مفلطح الأوراق
- رقاقس مقطع الأوراق
- رقاقس ناعم
- رقاقس نصف كروي
- رقاقس هدبي
- رقاقس هنري
- رقاقس هوكرياني
- رقاقس واردي
- رقاقس ورقي
- رقاقس ويلسوني
- رقاقس أجمي
- رقاقس هجين

## معرض صور

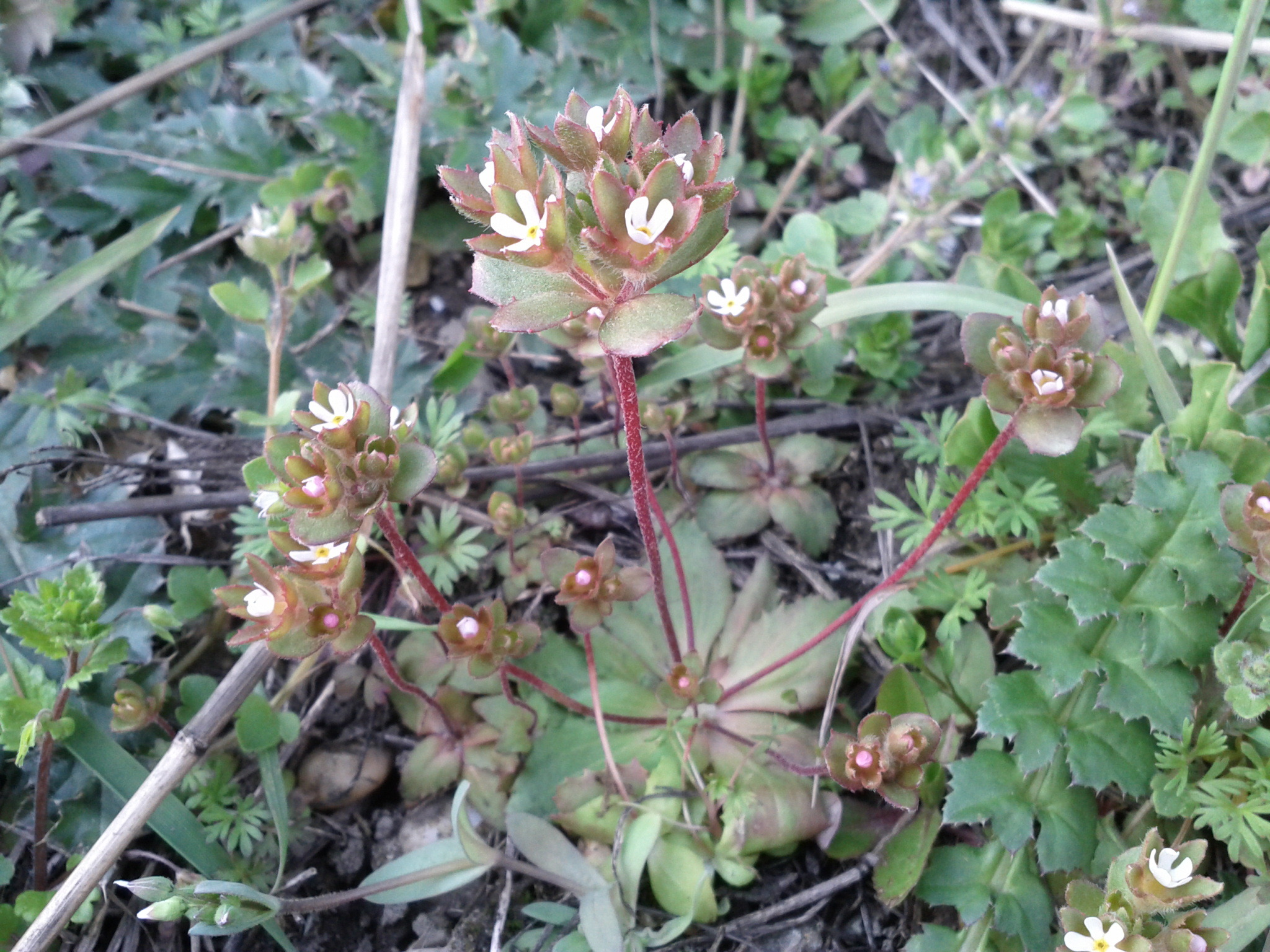
رقاقس أكبر
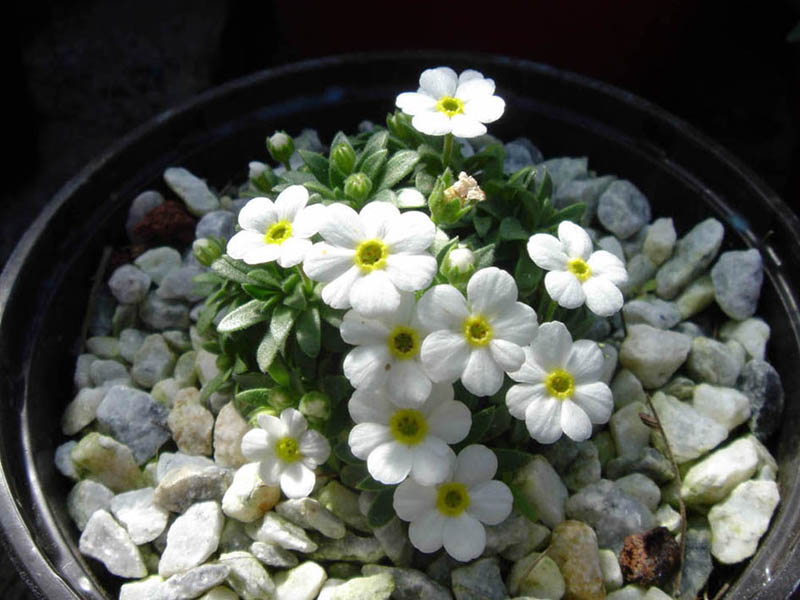
رقاقس أسطواني
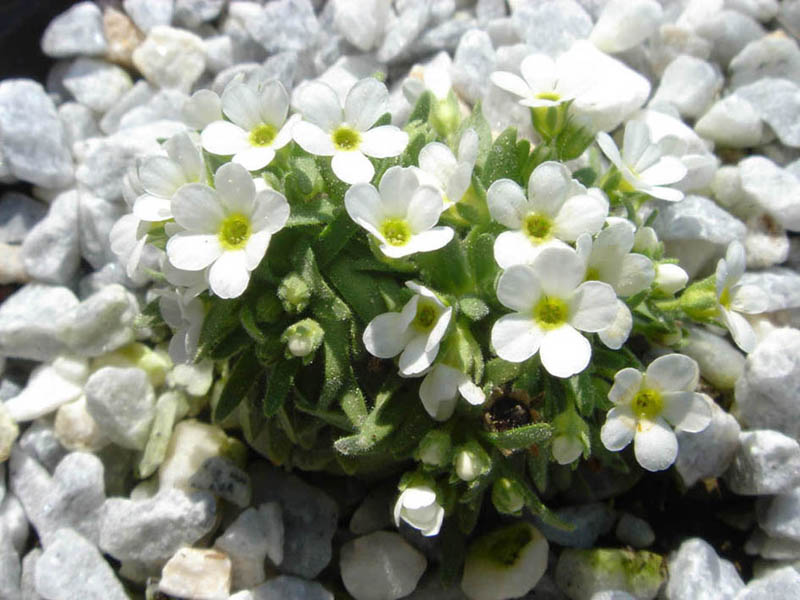
رقاقس أزغب
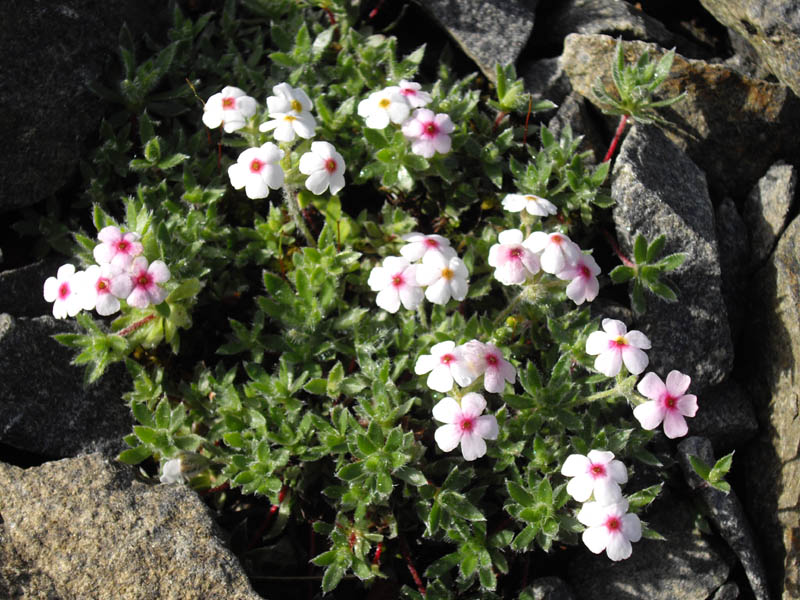
رقاقس وبري
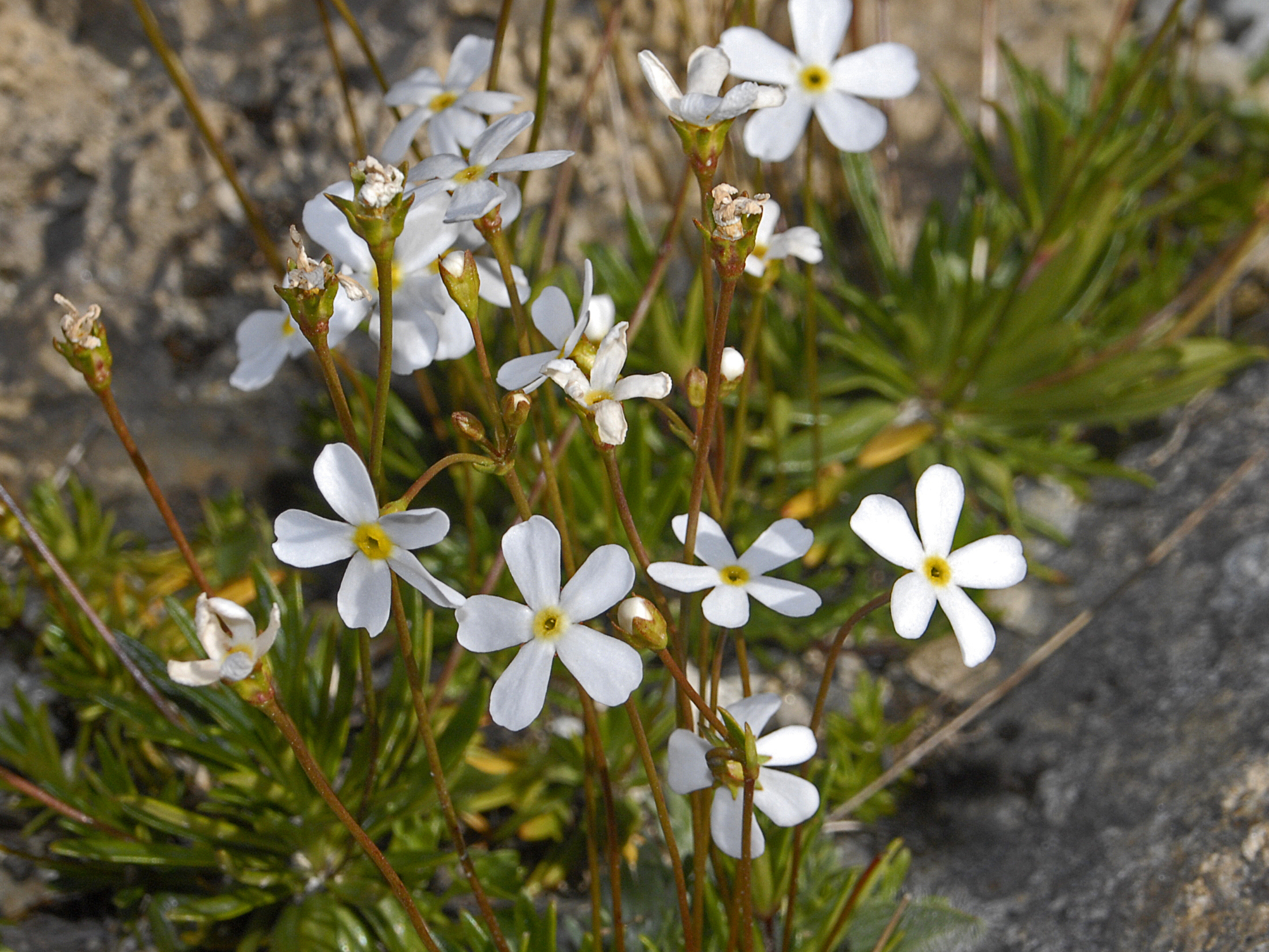
رقاقس لبني
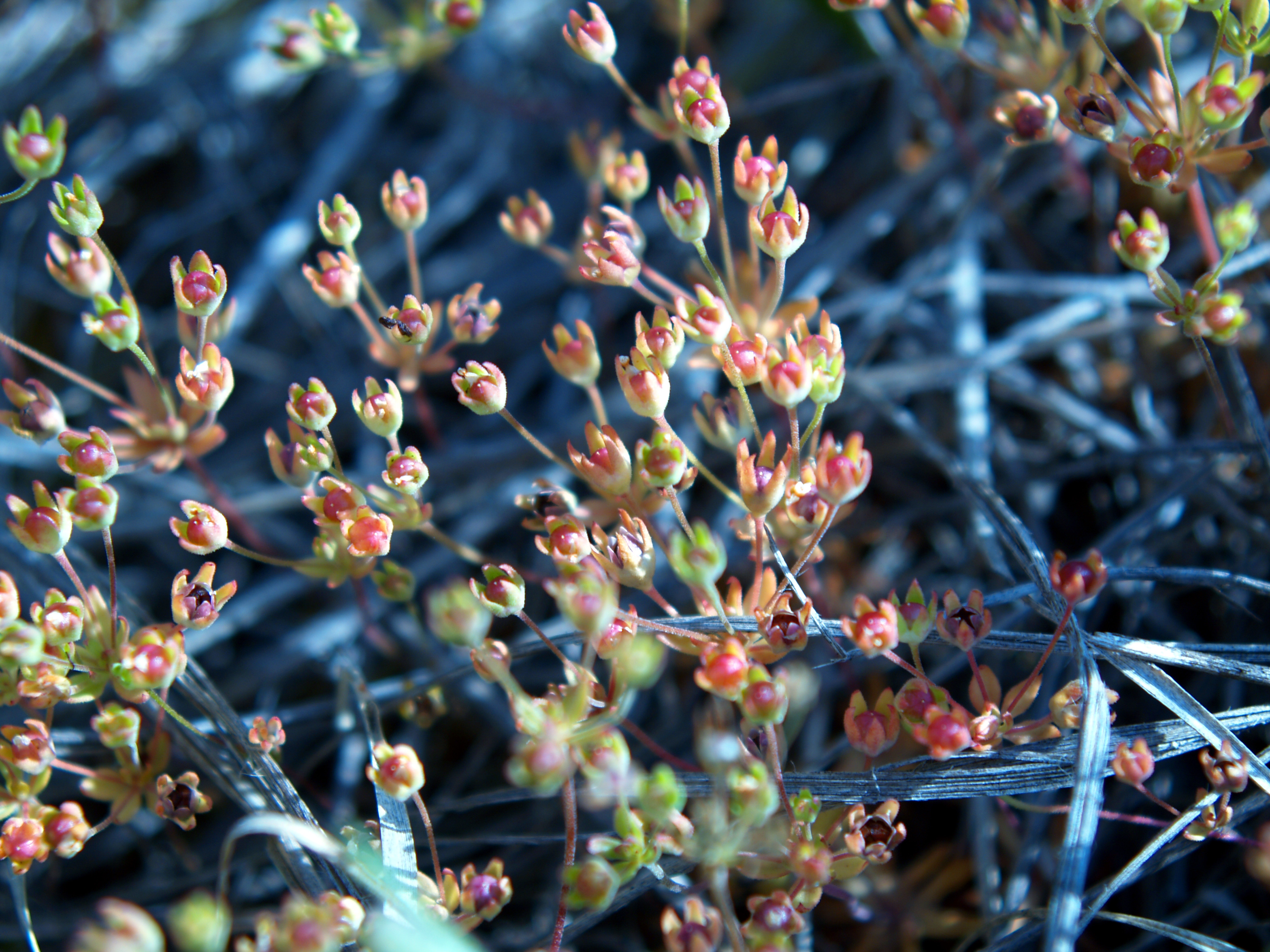
رقاقس غربي
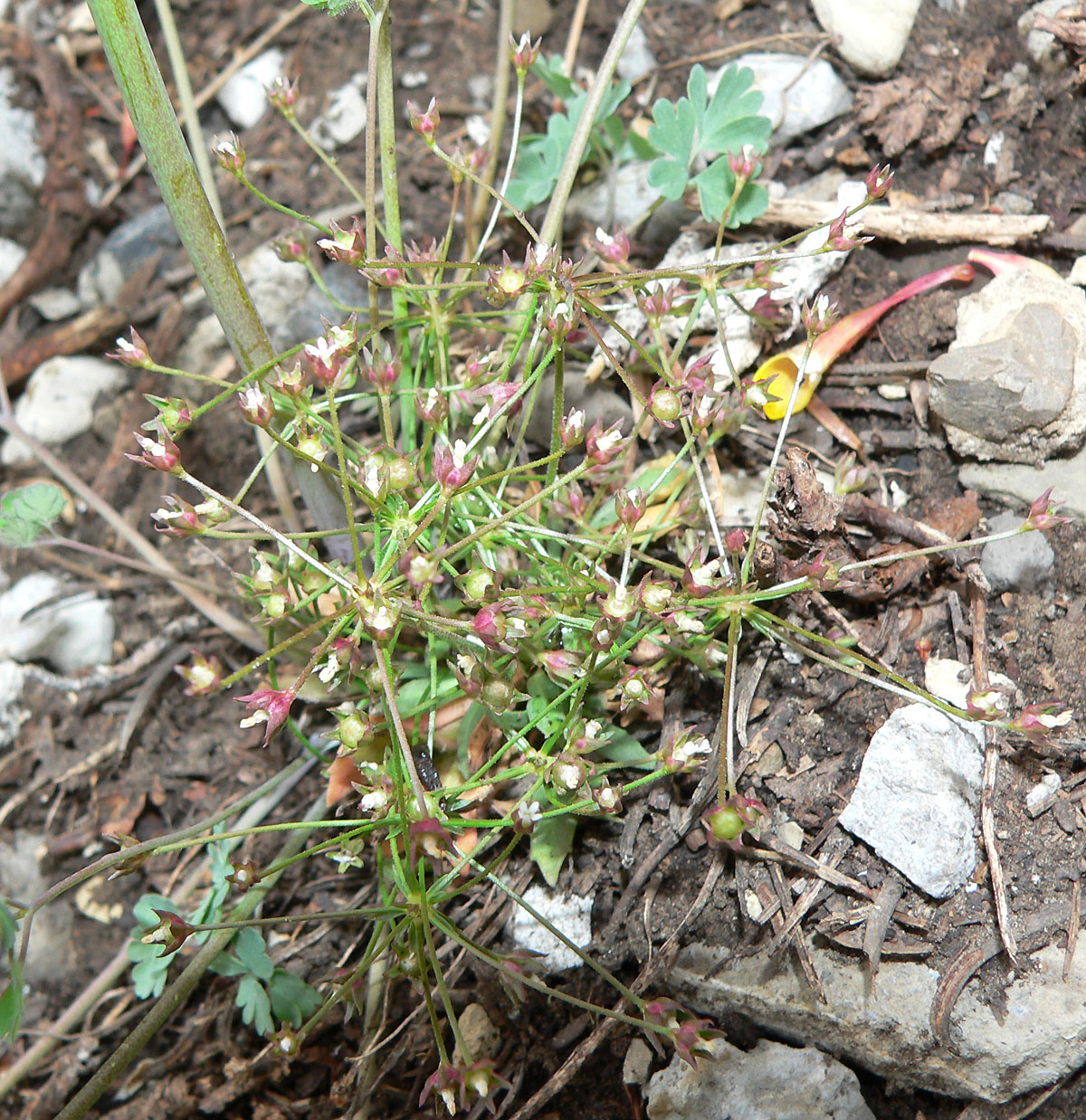
رقاقس شمالي
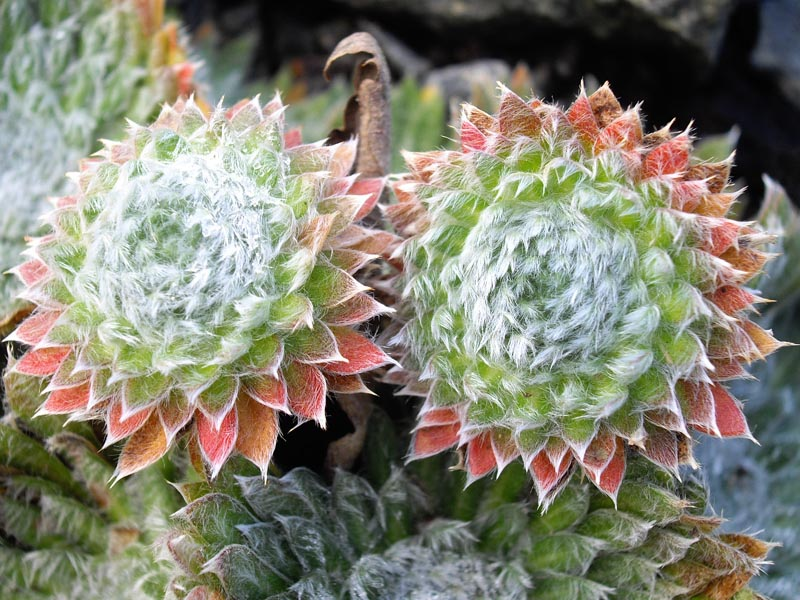
رقاقس أملد
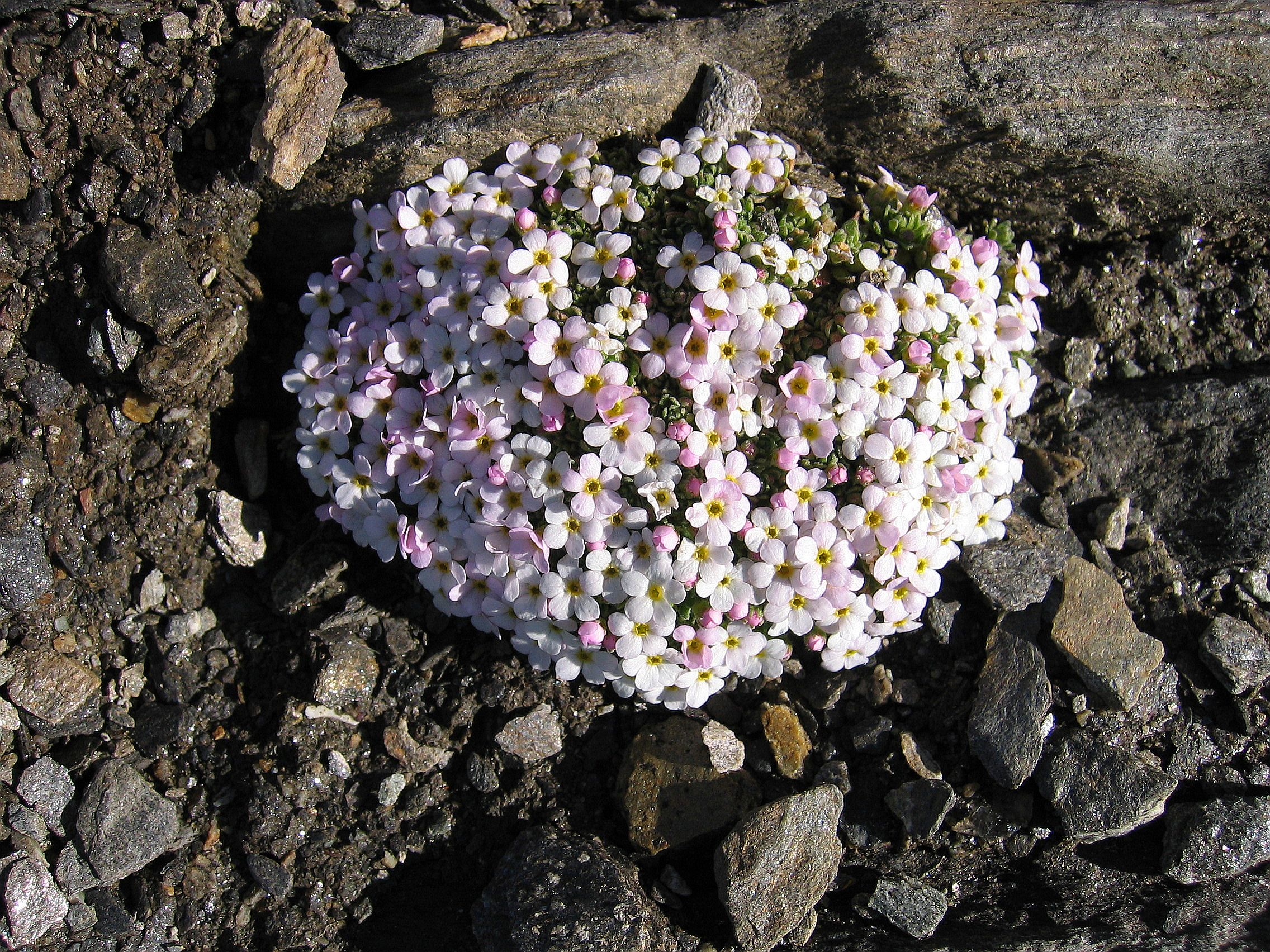
رقاقس ألبي